# Rickreall
Rickreall – jednostka osadnicza w Stanach Zjednoczonych, w stanie Oregon, w hrabstwie Polk.